# Fuerte Zeelandia (Guyana)
El Fuerte Zeelandia está ubicado en Fort Island, una isla fluvial del delta del río Esequibo en la región de Islas Esequibo-Demerara Occidental de Guyana. No debe confundirse con Fort Zeelandia en Paramaribo, Surinam, el fuerte de ladrillo actual fue construido en 1743 para la colonia Esequibo, reemplazando un fuerte de madera anterior construido en 1726, y es una de las estructuras más antiguas de Guyana. El fuerte reemplazó al Fuerte Kyk-Over-Al como capital de Esequibo en 1739.

## Descripción
El pequeño fuerte es una estructura de 15 x 20 m rodeada por cuatro murallas en cada esquina.  Construido durante la posesión holandesa de la región, el fuerte fue una fortificación defensiva vital ubicada estratégicamente en la desembocadura del río Esequibo.

## Historia
Desde principios del siglo XVIII, los comandantes del Esequibo recomendaron que se trasladara la ubicación del centro administrativo de la colonia como consecuencia del traslado de los colonos holandeses a las fértiles riberas del río Esequibo.
En 1726, se resolvió que se debía construir un fuerte para proteger a los plantadores y los intereses de la Compañía Holandesa de las Indias Occidentales (DWIC). En 1726, Leslorant, un ingeniero, fue enviado desde los Países Bajos para construir una fortificación con un reducto de madera y una fuerte empalizada en la punta norte de Vlaggeneiland (Isla de la Bandera). En agosto de 1738, Laurens Storm van 's Gravesande, secretario del comandante Gleskerk, inspeccionó el fuerte e informó que la estructura se estaba cayendo a pedazos. Recomendó a los directores de los Países Bajos que se construya un nuevo fuerte de ladrillo para defender los intereses de la DWIC.

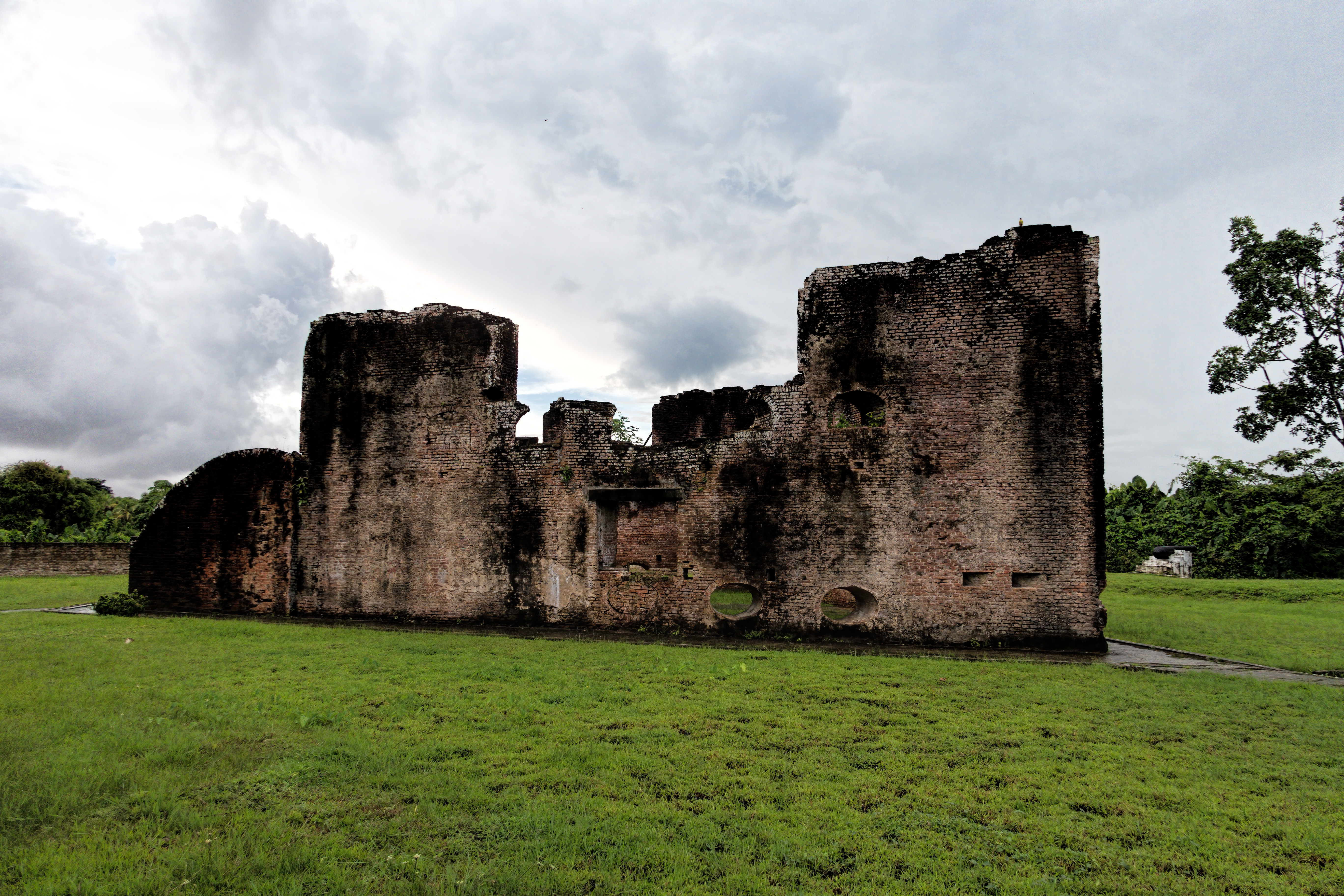
Ruinas del Fuerte Zeelandia

La construcción del fuerte comenzó en 1740 con el trabajo de africanos esclavizados, la estructura se completó en 1743. Los ladrillos se horneaban en el lugar y el mortero y la basura se importaban de Barbados y los Países Bajos. Sin embargo, todo el complejo fue terminado en 1749, ya que la construcción se retrasó como consecuencia de la escasez de materiales de construcción y de mano de obra. La estructura terminada fue bautizada como Fort Zeelandia, en honor al condado de Zelanda en los Países Bajos, de donde provenían muchos de los colonos originales.
El diseño en forma de rombo del fuerte, presentado por Storm van Gravesande, es similar a otros fuertes construidos en África Occidental durante ese período. El Fuerte Zeelandia consistía en un reducto de cincuenta pies cuadrados, con muros lo suficientemente gruesos como para soportar las municiones más pesadas. Había dos pisos; el inferior servía como almacén de provisiones y polvorín seguro, mientras que el piso superior albergaba a los soldados, con una habitación para los suboficiales. En cada piso se encontraron veinte troneras, cada una con capacidad para un cañón de 2 o 3 libras.
En 1781, durante la Cuarta Guerra Anglo-Holandesa, el fuerte ya no estaba en condiciones de ser de utilidad. Cuando unos seis corsarios británicos llegaron a fines de febrero de 1781, el Consejo de Esequibo ordenó al capitán Severyn, comandante del fuerte, que si los británicos navegaban hacia la colonia, debía disparar un tiro en blanco. Si esto no los detuviera, debía disparar un tiro formal y rendirse. Los corsarios capturaron 16 barcos holandeses y se marcharon. Unos días más tarde, dos balandras de guerra británicas, HMS Barbuda y el HMS Surprize, que el almirante Lord Rodney había enviado, aparecieron en Demerara y Esequibo y aceptaron su rendición. 
La toma de posesión británica duró poco, ya que los franceses ocuparon la isla al año siguiente. Los holandeses recuperaron el control del fuerte dos años más tarde y, en 1796, el fuerte entró en un largo período de decadencia, mientras la atención se desplazaba hacia la colonia de Demerara.

## Estatus de Patrimonio Mundial

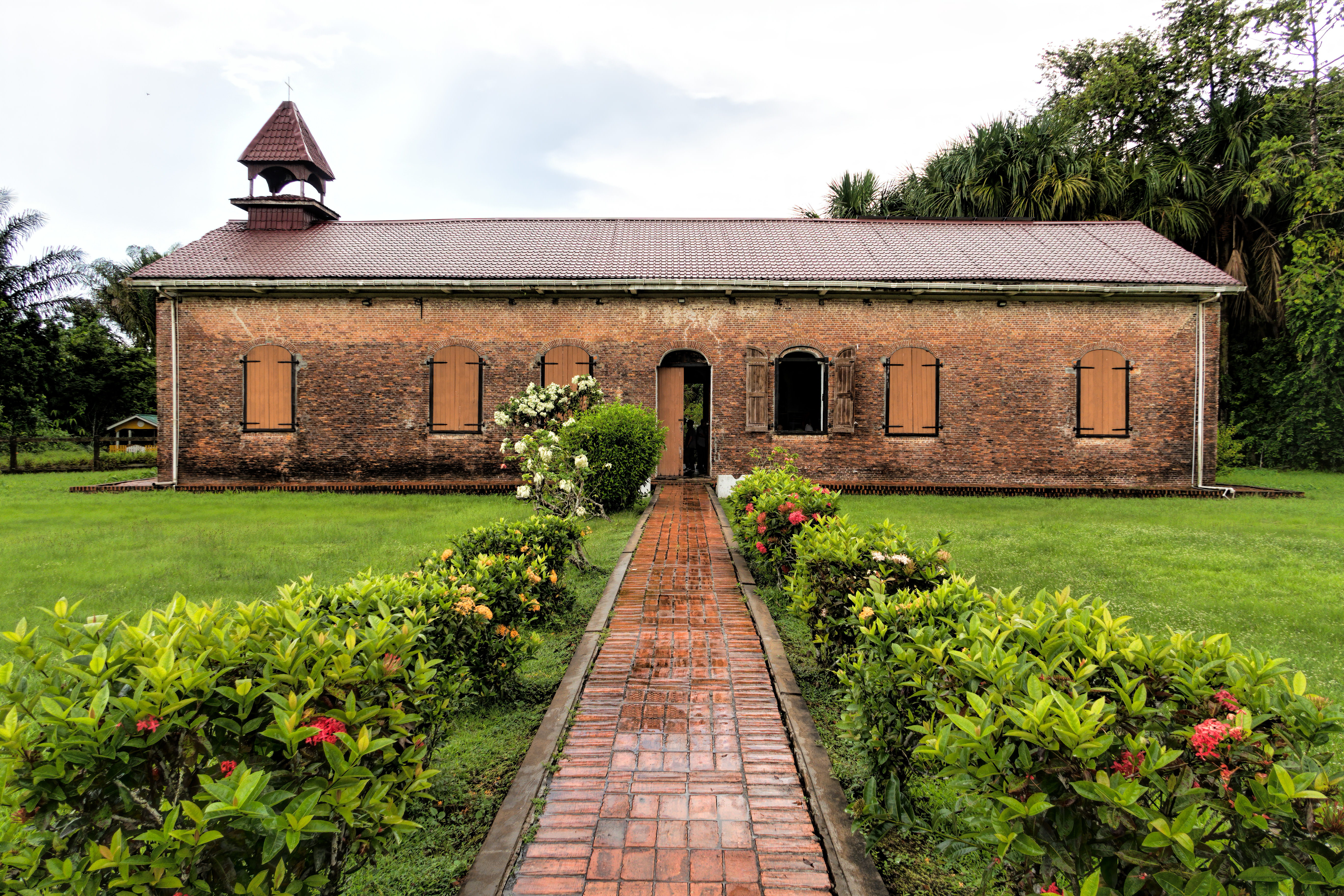
Edificio del Tribunal de Políticas.

Este sitio, junto con el edificio del Tribunal de Políticas, fue añadido a la Lista Indicativa de Sitios de Patrimonio Mundial de la UNESCO el 15 de noviembre de 1995, en la categoría Cultural.  El sitio también ha sido designado como Monumento Nacional por el National Trust de Guyana.